# Nicolas Gilsoul
Nicolas Gilsoul (Chênée, 5 februari 1982) is een Belgisch rallynavigator, en was tot het seizoen 2020 actief naast Thierry Neuville in het wereldkampioenschap rally bij het fabrieksteam van Hyundai.

## Carrière

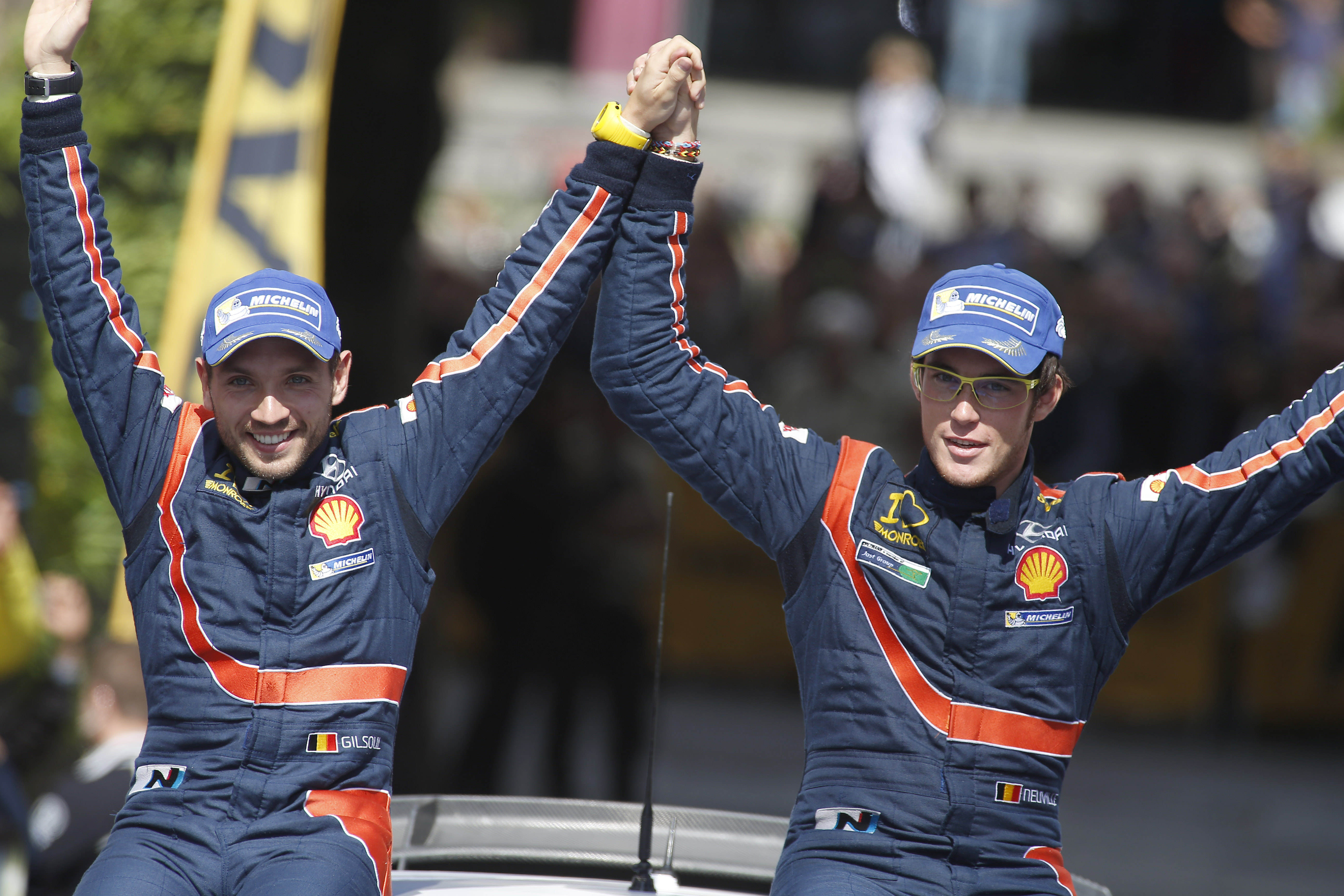
Gilsoul (links) en Thierry Neuville vieren hun WK-debuutzege in Duitsland in 2014

Nicolas Gilsoul navigeerde in 2001 voor het eerst in de rallysport. In 2004 werd hij de vaste navigator van Bruno Thiry, die als regerend kampioen een programma reed in het Europees rallykampioenschap met een Citroën C2 S1600. Hierna bleef Gilsoul jarenlang voor diverse rijders voornamelijk actief in nationale rally's, totdat hij in 2011 plaats nam naast Thierry Neuville voor een campagne in de Intercontinental Rally Challenge met een Peugeot 207 S2000. Het duo won dat jaar de gerenommeerde rally's van Corsica en San Remo, maar bleven in de titelstrijd steken op een vijfde plaats. Sinds 2012 zijn ze onafgebroken actief geweest in het wereldkampioenschap rally; vanaf 2014 voor het fabrieksteam van Hyundai. Datzelfde jaar wonnen ze hun eerste WK-rally, in Duitsland, en hebben sindsdien nog drie andere overwinningen geboekt in het kampioenschap. In de 2013, 2016, 2017 en 2018 seizoenen eindigden ze runner-up in het kampioenschap.